# Уилсон, Дженни (певица)
Дженни Уилсон (суахили Jenny Wilson) — шведская певица и продюсер, трёхкратная лауреатка шведской музыкальной премии Grammis. Началом карьеры послужило основание в 1997 году группы  First Floor Power. В 2004 году, после выпуска двух альбомов There Is Hope и Nerves, Дженни покинула для продолжения сольной карьеры.
С 2005 года начала свою сольную карьеру, выпустив альбом Love and Youth с участием группы The Knife.
Замужем, имеет двоих детей.

## Дискография
| Год  | Альбом                 | Высшие позиции | Сертификация |
| Год  | Альбом                 | SWE            | Сертификация |
| ---- | ---------------------- | -------------- | ------------ |
| 2005 | Love and Youth         | 26             |              |
| 2009 | Hardships!             | 7              |              |
| 2011 | Blazing                | –              |              |
| 2013 | Demand the Impossible! | 17             |              |